# FIFA Online
FIFA Online é um jogo eletrônico de futebol lançado em fase beta em maio de 2010, desenvolvido e publicado pela Electronic Arts e distribuido pela EA Sports.